# Capeolix picturatus
Capeolix picturatus är en insektsart som beskrevs av Rauno E. Linnavuori 1961. Capeolix picturatus ingår i släktet Capeolix och familjen dvärgstritar. Inga underarter finns listade i Catalogue of Life.